# Enter Shikari
Enter Shikari – brytyjski zespół rockowy założony w 1999 roku przez Chrisa Battena, Rou Reynoldsa i Roba Rolfe'a.

## Gatunek muzyczny oraz problematyka tekstów
Muzyka Enter Shikari łączy elementy różnych gatunków muzycznych. Pierwsze single oraz dema są najczęściej kwalifikowane jako kawałki metalcorowe, późniejsze utwory zaliczane do przede wszystkim post-hardcore, rocka alternatywnego, rocka eksperymentalnego, są oni uważani również za pionierów gatunku electronicore. Późniejsza twórczość zawiera elementy typowe dla m.in. drum and bass, dubstepu czy też muzyki trance. Różnorodne są także elementy wokalne, gdyż teksty są nie tylko śpiewane, ale także we wcześniejszej twórczości krzyczane, a w późniejszej rapowane.
Teksty piosenek, tworzone przez frontmana Rou Reynoldsa, często nawiązują do problemów politycznych i społecznych. Zespół za pomocą swoich utworów przeciwstawia się m.in. tyranii, niszczeniu środowiska naturalnego, nadmiernemu wykorzystywaniu zasobów naturalnych i ludzi, przemocy i represjom. W utworze Meltdown pojawia się przesłanie kosmopolityczne, natomiast w piosence Anaesthetist chwalące ideę publicznego systemu służby zdrowia w rodzinnej Wielkiej Brytanii.
Gitarzysta Rory Clewlow podczas wywiadu poprzedzającego wydanie płyty A Flash Flood of Colour powiedział, że grupa inspiruje się muzyką takich zespołów, jak Refused, The Prodigy, At the Drive-In, Sick of It All, Rage Against the Machine i The Dillinger Escape Plan.

## Historia
W 1999 roku Rou Reynolds, Chris Batten i Rob Rolfe założyli w mieście St Albans zespół pod nazwą Hybryd i wydali płytę demo pt. Commit No Nuisance. W 2003 roku do zespołu dołączył gitarzysta Rory Clewlow, natomiast zespół zmienił nazwę na Enter Shikari. Nazwa Shikari pochodzi od łódki należącej do wuja Reynoldsa, w językach indoirańskich oznacza ona "łowcę".
W latach 2003–2004 Enter Shikari wydało trzy płyty demo, z których część kawałków zremasterowano i umieszczono na debiutanckim albumie Take to the Skies, wydanym w 2007. Tuż przed wydaniem płyty, utwór Sorry You're Not a Winner/OK Time for Plan B znalazł się na ścieżce dźwiękowej gier NHL 08 i Madden 08. Zespół był także drugim w historii zespołem bez kontraktu z żadną wytwórnią muzyczną, który wyprzedał wszystkie bilety na swój koncert w London Astoria.
W 2009 roku wydano drugą płytę, Common Dreads. Album zajął 16. miejsce na brytyjskiej liście 40 najlepszych albumów. Rok później wydano album kompilacyjny Tribalism (album), który został nagrany tylko w 1000 egzemplarzy.
W roku 2011 Enter Shikari podpisało kontrakt z wytwórnią muzyczną Hopeless Records z USA, a rok później wydało album A Flash Flood of Colour, który zajął czwarte miejsce na brytyjskiej top liście.
Album The Mindsweep, został wydany w 2015 roku. Kolejnym krążkiem długogrającym jest The Spark z września 2017 roku.

## Ambush Reality
Ambush Reality jest niezależną wytwórnią muzyczną należącą do Enter Shikari. Na początku wytwórnia ta miała wydawać tylko utwory i płyty tego zespołu, jednak w 2014 roku ogłoszono wydanie piosenki zespołu Baby Godzilla (obecnie Heck) z  Nottingham. Członkowie zespołu postanowili jednak nawiązać również kontakt z wytwórnią w USA, by móc łatwiej promować swój zespół i swoją muzykę w Ameryce Północnej. Od 2010 roku, muzyka Enter Shikari jest dystrybuowana w Europie, Japonii i Australii za pomocą PIAS Entertainment Group, rok później podjęto decyzję, że wszystkie single i albumy zespołu będą wydawane w USA pod patronatem Hopeless Records.

## Skład zespołu
- Roughton "Rou" Reynolds - wokal prowadzący, instrumenty klawiszowe, gitara
- Liam "Rory" Clewlow  - gitara, wokal wspierający
- Chris Batten - gitara basowa, wokal wspierający
- Rob Rolfe - perkusja

## Shikari Sound System
Shikari Sound System to powstałe w 2013 roku alter-ego zespołu, które tworzy remiksy utworów Enter Shikari i innych znanych brytyjskich grup muzycznych, utrzymane w klimatach EDM.

## Dyskografia

### Albumy studyjne
| Take to the Skies                        | - Data: 19 marca 2007 - Wydawca: Ambush Reality    | 4  | 31  | —   |                  | - UK: złota płyta   |
| Common Dreads                            | - Data: 15 czerwca 2009 - Wydawca: Ambush Reality  | 16 | 77  | —   |                  | - UK: srebrna płyta |
| A Flash Flood of Colour                  | - Data: 16 stycznia 2012 - Wydawca: Ambush Reality | 4  | 81  | 67  |                  | - UK: srebrna płyta |
| The Mindsweep                            | - Data: 19 stycznia 2015 - Wydawca: Ambush Reality | 6  | 142 | 166 | - USA: 3,9 tys.+ |                     |
| The Spark                                | - Data: 22 września 2017 - Wydawca: Ambush Reality |    |     |     |                  |                     |
| Nothing is True & Everything is Possible | - Data: 17 kwietnia 2020                           |    |     |     |                  |                     |
| "—" album nie był notowany.              |                                                    |    |     |     |                  |                     |

### Kompilacje
| The Zone                    | - Data: 12 listopada 2007 - Wydawca: Ambush Reality | —  |
| Tribalism                   | - Data: 22 lutego 2010 - Wydawca: Ambush Reality    | 63 |
| "—" album nie był notowany. |                                                     |    |

### Albumy koncertowe
| Live at Milton Keynes - Bootleg Series Volume 1           | - Data: 15 czerwca 2009 - Wydawca: Ambush Reality | —   |
| Live at Rock City - Bootleg Series Volume 2               | - Data: 22 lutego 2010 - Wydawca: Ambush Reality  | —   |
| Live from Planet Earth - Bootleg Series Volume 3          | - Data: 8 lipca 2011 - Wydawca: Ambush Reality    | 197 |
| Live in London. W6. March 2012. - Bootleg Series Volume 4 | - Data: 10 grudnia 2012 - Wydawca: Ambush Reality | —   |
| Live in the Barrowland - Bootleg Series Volume 5          | - Data: 7 grudnia 2013 - Wydawca: Ambush Reality  | —   |
| "—" album nie był notowany.                               |                                                   |     |

### Remiks albumy
| Tytuł                       | Dane dot. albumu                                       |
| --------------------------- | ------------------------------------------------------ |
| The Mindsweep: Hospitalised | - Data: 30 października 2015 - Wydawca: Ambush Reality |

### Single
| "Mothership (Demo)"                                          | 2006 | 151 | —                       |
| "Sorry You're Not a Winner/OK Time for Plan B"               | 2006 | 114 | Take to the Skies       |
| "Anything Can Happen in the Next Half Hour..."               | 2007 | 27  | Take to the Skies       |
| "Jonny Sniper"                                               | 2007 | 75  | Take to the Skies       |
| "We Can Breathe in Space, They Just Don't Want Us to Escape" | 2008 | 80  | —                       |
| "Juggernauts"                                                | 2009 | 28  | Common Dreads           |
| "No Sleep Tonight"                                           | 2009 | 63  | Common Dreads           |
| "Thumper"                                                    | 2010 | —   | Tribalism               |
| "Destabilise"                                                | 2010 | 65  | —                       |
| "Quelle Surprise"                                            | 2011 | 113 | —                       |
| "Sssnakepit"                                                 | 2011 | 62  | A Flash Flood of Colour |
| "Gandhi Mate, Gandhi"                                        | 2011 | 112 | A Flash Flood of Colour |
| "Arguing with Thermometers"                                  | 2012 | —   | A Flash Flood of Colour |
| "Warm Smiles Do Not Make You Welcome Here"                   | 2012 | —   | A Flash Flood of Colour |
| "The Paddington Frisk"                                       | 2013 | 128 | Rat Race EP             |
| "Radiate"                                                    | 2013 | 79  | Rat Race EP             |
| "Rat Race"                                                   | 2013 | 77  | Rat Race EP             |
| "The Last Garrison"                                          | 2014 | —   | The Mindsweep           |
| "Anaesthetist"                                               | 2015 | —   | The Mindsweep           |
| "—" singel nie był notowany.                                 |      |     |                         |

## Nagrody i wyróżnienia
| Rok  | Kategoria              | Tytułem        | Nagroda         | Nota | Źródło |
| ---- | ---------------------- | -------------- | --------------- | ---- | ------ |
| 2007 | Best Live Band         | Enter Shikari  | Kerrang! Awards | Laur | [ 17 ] |
| 2007 | Spirit of Independence | Enter Shikari  | Kerrang! Awards | Laur | [ 17 ] |
| 2012 | Best Live Band         | Enter Shikari  | Kerrang! Awards | Laur | [ 18 ] |
| 2015 | Best Single            | "Anaesthetist" | Kerrang! Awards | Laur | [ 19 ] |